# Štefan Puslabonić
Štefan (Stjepan) Puslabonić (Puszlabonich) (Novi Grad, 30. ožujka 1651. – Budim, 31. svibnja 1705.), hrvatski katolički svećenik, isusovac, književnik.
Podrijetlom je bio gradišćanski Hrvat. U isusovački red stupio je 27. listopada 1668. Bio je asistent isusovačkoga generala, učitelj gramatike i vjerovjesnik u ugarskim tvrđavama, koje su okupirane od Turaka.
Mađarski povjesničar književnosti József Szinnyei piše da Puslabonić ima "ilirski molitvenik", a ne znaju, ako je pisan na gradišćanskom ili kajkavskom, ili na kakvom drugom hrvatskom književnom jeziku.